# Zaleops
Zaleops là một chi bướm đêm thuộc họ Erebidae.

## Loài
- Zaleops paressa J.B. Smith, 1906
- Zaleops umbrina Grote, 1883